# Nicolas Tournat
Nicolas Eric Tournat (ur. 5 kwietnia 1994 w Niort) – francuski piłkarz ręczny, obrotowy, od 2024 zawodnik HBC Nantes.
Reprezentant Francji, brązowy medalista mistrzostw Europy w Chorwacji (2018), mistrz olimpijski z Tokio.

## Kariera sportowa
Kariera klubowa
Wychowanek Niort HBS, z którym występował w niższych ligach francuskich. W 2012 został zawodnikiem HBC Nantes, w barwach którego zadebiutował w sezonie 2012/2013 we francuskiej ekstraklasie. W sezonie 2014/2015 zdobył ze swoją drużyną Puchar Ligi Francuskiej – w rozegranym 29 marca 2015 spotkaniu finałowym z Fenix Toulouse (23:20) rzucił jedną bramkę. W sezonie 2016/2017 wywalczył Puchar Francji – w rozegranym 27 maja 2017 meczu finałowym z Montpellier Handball (37:32) zdobył siedem goli. W 2017 sięgnął także po Superpuchar Francji, rzucając w decydującym o tym trofeum spotkaniu z PSG (32:26) trzy bramki. W sezonie 2017/2018, w którym rozegrał 26 meczów i zdobył 117 goli, został wybrany najlepszym obrotowym francuskiej ekstraklasy.
Będąc graczem HBC Nantes, dwukrotnie zajął także 2. miejsce w Pucharze EHF: w sezonie 2012/2013, w którym wystąpił w dwóch meczach Final Four, zdobywając jednego gola, oraz w sezonie 2015/2016, w którym rozegrał siedem spotkań i rzucił 27 bramek. W sezonie 2016/2017, który był jego debiutanckim w Lidze Mistrzów, zdobył w tych rozgrywkach 48 goli w 14 meczach. W sezonie 2017/2018, w którym rozegrał 20 spotkań i rzucił 76, zajął z Nantes 2. miejsce w Lidze Mistrzów.
W lipcu 2020 został zawodnikiem Vive Kielce, z którym podpisał trzyletni kontrakt (informację o transferze ogłoszono na początku października 2017).W klubie rozegrał 4 sezony.W tym czasie w żółto-biało-niebieskich barwach zdobył dwa srebrne medale Ligi Mistrzów, trzy mistrzostwa Polski oraz jeden Puchar Polski.
Kariera reprezentacyjna
W 2012 uczestniczył w mistrzostwach Europy U-18 w Austrii, podczas których rozegrał siedem meczów i zdobył 22 gole. W 2013 wystąpił w mistrzostwach świata U-19 na Węgrzech, w których rzucił 29 bramek. W 2015 wywalczył mistrzostwo świata U-21 – w turnieju, który odbył się w Brazylii, zdobył 37 goli.
W reprezentacji Francji seniorów zadebiutował 8 listopada 2015 w meczu z Norwegią (29:32). Pierwsze trzy bramki zdobył 4 stycznia 2018 w spotkaniu z Norwegią (32:27). W 2018 wywalczył brązowy medal mistrzostw Europy w Chorwacji, podczas których zagrał w ośmiu meczach i rzucił dziewięć bramek.
W 2024 wywalczył złoty medal w Mistrzostwa Europy w Piłce Ręcznej Mężczyzn 2024.

## Sukcesy
HBC Nantes
- Puchar Francji: 2016/2017
- Puchar Ligi Francuskiej: 2014/2015
- Superpuchar Francji: 2017

### Kielce
- Zwycięzca Mistrzostw Polski w latach 2021, 2022, 2023

Reprezentacja Francji
- 3. miejsce w mistrzostwach Europy: 2018
- 1. miejsce w Igrzyskach Olimpijskich: 2020
- 1.miejsce w mistrzostwach Europy 2024

Indywidualne
- Najlepszy obrotowy francuskiej ekstraklasy: 2017/2018 (HBC Nantes)[5]
- Uczestnik Hand Star Game: 2017, 2018[1]

## Statystyki
| Klub                            | Sezon     | Liga  | Liga | Liga | Liga |    | Puchar kraju | Puchar kraju | Puchar kraju |    | Superpuchar kraju | Superpuchar kraju | Superpuchar kraju |     | Europa | Europa | Europa | Europa |  | Razem | Razem | Razem |
| Klub                            | Sezon     | Liga  | M    | B    | Śr.  | M  | B            | Śr.          | M            | B  | Śr.               | M                 | B                 | Śr. | Europa | M      | B      | Śr.    |  |       |       |       |
| ------------------------------- | --------- | ----- | ---- | ---- | ---- | -- | ------------ | ------------ | ------------ | -- | ----------------- | ----------------- | ----------------- | --- | ------ | ------ | ------ | ------ |  | ----- | ----- | ----- |
| HBC Nantes                      | 2012/2013 | LNH   | 9    | 0    | 0    | 1  | 0            | 0            | 0            | 0  | 0                 | Puchar EHF        | 2                 | 1   | 0,5    | 12     | 1      | 0,1    |  |       |       |       |
| HBC Nantes                      | 2013/2014 | LNH   | 13   | 21   | 1,6  | 0  | 0            | 0            | –            | –  | –                 | Puchar EHF        | 6                 | 17  | 2,8    | 19     | 38     | 2      |  |       |       |       |
| HBC Nantes                      | 2014/2015 | LNH   | 24   | 27   | 1,1  | 4  | 3            | 0,8          | 2            | 3  | 1,5               | Puchar EHF        | 2                 | 2   | 1      | 32     | 35     | 1,1    |  |       |       |       |
| HBC Nantes                      | 2015/2016 | LNH   | 24   | 89   | 3,7  | 2  | 5            | 2,5          | 2            | 5  | 2,5               | Puchar EHF        | 7                 | 27  | 3,9    | 35     | 126    | 3,6    |  |       |       |       |
| HBC Nantes                      | 2016/2017 | LNH   | 26   | 100  | 3,8  | 4  | 12           | 3            | 2            | 5  | 2,5               | Liga Mistrzów     | 14                | 48  | 3,4    | 46     | 165    | 3,6    |  |       |       |       |
| HBC Nantes                      | 2017/2018 | LNH   | 26   | 117  | 4,5  | 2  | 11           | 5,5          | 2            | 5  | 2,5               | Liga Mistrzów     | 20                | 76  | 3,8    | 50     | 209    | 4,2    |  |       |       |       |
| Razem                           | Razem     | Razem | 122  | 354  | 2,9  | 13 | 31           | 2,4          | 8            | 18 | 2,3               |                   | 51                | 171 | 3,4    | 194    | 574    | 3      |  |       |       |       |
| Stan na koniec sezonu 2017/2018 |           |       |      |      |      |    |              |              |              |    |                   |                   |                   |     |        |        |        |        |  |       |       |       |

## Odznaczenia
- Chevalier Orderu Legii Honorowej – 2021[14]